# 847 Agnia
847 Agnia är en asteroid i huvudbältet som upptäcktes den 2 september 1915 av den ryske astronomen Grigorij N. Neujmin vid Simeizobservatoriet på Krim. Asteroidens preliminära beteckning var 1915 XX. Asteroiden fick senare namn efter en av läkarna vid Simeizobservatoriet, Agnia Ivanovna Badina.
Agnia är prototyp för Agnia-asteroiderna, en grupp av asteroider som har liknande banelement och tros vara del av en större kropp som splittrats. Andra asteroider som ingår i gruppen är 1020 Arcadia, 847 Agnia, 2401 Aehlita och 3395 Jitka.
Agnias senaste periheliepassage skedde den 27 februari 2023. Fotometriska observationer under 2004 och 2005 har vsat på en rotationstid av 14,827 ± 0,001 timmar med en variation i ljusstyrka av 0,45 ± 0,03 magnituder.